# Daniel Stenberg
Magnus Daniel Stenberg, né le 23 novembre 1970 à Huddinge en Suède, est un développeur suédois, récompensé du Prix Polhem 2017, pour son travail sur le logiciel libre cURL.

## Biographie
Il est notamment connu pour avoir créé un utilitaire qui, après divers changements de nom et de licence, est devenu connu sous le nom de cURL désormais disponible sous la licence MIT.
De 2013 à 2018, il travaille pour Mozilla. En février 2019, Daniel rejoint wolfSSL, pour offrir un support commercial pour cURL et continuer à travailler autant que possible, à plein temps, sur son cURL.
Il est actif au sein de l'IETF et, entre autres, dans les groupes de travail pour HTTP/2 et QUIC et a contribué à plusieurs RFC.